# Curling-Juniorenweltmeisterschaft 2011
Die Curling-Juniorenweltmeisterschaft 2011 wurde vom 5. bis 13. März im schottischen Perth ausgetragen.

## Männer

### Teilnehmer
| Land                | Fourth              | Third                | Second             | Lead                | Alternate            |
| ------------------- | ------------------- | -------------------- | ------------------ | ------------------- | -------------------- |
| Volksrepublik China | Huang Jizi          | Ma Yongjun           | Wang Jinbo         | Ma Xiuyue           | Zhang Rongrui        |
| Dänemark            | Mads Nørgaard       | Daniel Poulsen       | Michael Hørmark    | Nikolaj Maegaard    | Alexander Behrndtz   |
| Finnland            | Iiro Sipola         | Oskar Ainola         | Esko Sinisalo      | Toni Ylhäinen       | Niklas Malmi         |
| Kanada              | Braeden Moskowy     | Kirk Muyres          | Colton Flasch      | Matt Lang           | Regis Neumeier       |
| Norwegen            | Steffen Mellemseter | Markus Snøve Høiberg | Magnus Nedregotten | Sander Rølvåg       | Eirik Mjøen          |
| Schottland          | John Penny          | Colin Dick           | Colin Howden       | Billy Morton        | Jay McWilliam        |
| Schweden            | Kristian Lindström  | Oskar Eriksson       | Henrik Leek        | Alexander Lindström | Christoffer Sundgren |
| Schweiz             | Benoît Schwarz      | Peter de Cruz        | Roger Gulka        | Valentin Tanner     | Dominik Märki        |
| Tschechien          | Lukáš Klíma         | Marek Cernovsky      | Samuel Mokris      | Karel Klima         | Jakub Splavec        |
| Vereinigte Staaten  | Aaron Wald          | Josh Bahr            | Jared Zezel        | John Muller         | John Landsteiner     |

### Round Robin
| Datum | Zeit  | Begegnung                        | Resultat |
| ----- | ----- | -------------------------------- | -------- |
| 5.3.  | 09:00 | Dänemark – Volksrepublik China   | 2:9      |
|       |       | Kanada – Norwegen                | 7:9      |
|       |       | Schottland – Finnland            | 8:4      |
|       |       | Schweden – Schweiz               | 6:7      |
|       |       | Vereinigte Staaten – Tschechien  | 8:3      |
|       | 17:30 | Schweiz – Schottland             | 6:7      |
|       |       | Finnland – Volksrepublik China   | 9:6      |
|       |       | Tschechien – Dänemark            | 3:8      |
|       |       | Norwegen – Vereinigte Staaten    | 9:3      |
|       |       | Kanada – Schweden                | 5:6      |
| 6.3.  | 14:00 | Norwegen – Tschechien            | 7:3      |
|       |       | Vereinigte Staaten – Schweden    | 1:10     |
|       |       | Kanada – Schweiz                 | 7:9      |
|       |       | Schottland – Volksrepublik China | 4:5      |
|       |       | Dänemark – Finnland              | 6:8      |
| 7.3.  | 09:00 | Vereinigte Staaten – Kanada      | 2:9      |
|       |       | Dänemark – Schottland            | 5:7      |
|       |       | Norwegen – Schweden              | 5:8      |
|       |       | Finnland – Tschechien            | 6:4      |
|       |       | Volksrepublik China – Schweiz    | 9:6      |
|       | 19:00 | Schweden – Dänemark              | 10:3     |
|       |       | Schweiz – Vereinigte Staaten     | 7:4      |
|       |       | Volksrepublik China – Tschechien | 5:6      |
|       |       | Kanada – Schottland              | 10:5     |
|       |       | Finnland – Norwegen              | 5:9      |

| Datum | Zeit  | Begegnung                                | Resultat |
| ----- | ----- | ---------------------------------------- | -------- |
| 8.3.  | 14:00 | Tschechien – Schweiz                     | 4:6      |
|       |       | Schweden – Finnland                      | 7:2      |
|       |       | Dänemark – Kanada                        | 1:8      |
|       |       | Volksrepublik China – Norwegen           | 6:5      |
|       |       | Schottland – Vereinigte Staaten          | 84       |
| 9.3.  | 09:00 | Kanada – Finnland                        | 11:7     |
|       |       | Schottland – Tschechien                  | 9:7      |
|       |       | Schweiz – Norwegen                       | 8:3      |
|       |       | Vereinigte Staaten – Dänemark            | 8:6      |
|       |       | Schweden – Volksrepublik China           | 8:3      |
|       | 19:00 | Schottland – Norwegen                    | 6:8      |
|       |       | Volksrepublik China – Kanada             | 2:7      |
|       |       | Finnland – Vereinigte Staaten            | 1:5      |
|       |       | Tschechien – Schweden                    | 4:6      |
|       |       | Schweiz – Dänemark                       | 5:2      |
| 10.3. | 12:30 | Volksrepublik China – Vereinigte Staaten | 4:6      |
|       |       | Norwegen – Dänemark                      | 6:2      |
|       |       | Schweden – Schottland                    | 4:3      |
|       |       | Schweiz – Finnland                       | 8:3      |
|       |       | Tschechien – Kanada                      | 4:7      |

| Platz | Team                | Spiele | Siege | Ndlg. |
| ----- | ------------------- | ------ | ----- | ----- |
| 1.    | Schweden            | 9      | 8     | 1     |
| 2.    | Schweiz             | 9      | 7     | 2     |
| 3.    | Norwegen            | 9      | 6     | 3     |
| 4.    | Kanada              | 9      | 5     | 4     |
| 5.    | Schottland          | 9      | 4     | 5     |
| 6.    | Vereinigte Staaten  | 9      | 4     | 5     |
| 7.    | Volksrepublik China | 9      | 3     | 6     |
| 8.    | Finnland            | 9      | 1     | 8     |
| 9.    | Tschechien          | 9      | 1     | 8     |
| 10.   | Dänemark            | 9      | 1     | 8     |

 Tschechien besiegte  Dänemark im Tiebreaker um den 9. Platz mit 6:5.

### Playoffs
|  | Page-Playoffs | Page-Playoffs | Page-Playoffs |        |   | Halbfinale | Halbfinale | Halbfinale |    |  | Finale | Finale   | Finale |
|  |               |               |               |        |   |            |            |            |    |  |        |          |        |
|  | 1             | Schweden      | 7             |        |   |            |            |            |    |  | 1      | Schweiz  | 5      |
|  | 2             | Schweiz       | 5             |        |   |            |            |            |    |  | 2      | Schweden | 6      |
|  | 2             | Schweiz       | 5             |        | 2 | Schweiz    | 6          |            |    |  | 2      | Schweden | 6      |
|  |               |               |               |        |   |            | 6          |            |    |  |        |          |        |
|  |               |               | 3             | Kanada | 5 |            |            |            |    |  |        |          |        |
|  | 3             | Norwegen      | 3             | Kanada | 5 | 4          | 3          | Norwegen   | 10 |  |        |          |        |
|  | 3             | Norwegen      |               |        |   |            | 3          | Norwegen   | 10 |  |        |          |        |
|  | 4             | Kanada        | 10            |        |   |            |            |            |    |  | 4      | Kanada   | 2      |

### Endstand
| Platz | Land                |
| ----- | ------------------- |
| 1     | Schweden            |
| 2     | Schweiz             |
| 3     | Norwegen            |
| 4     | Kanada              |
| 5     | Schottland          |
| 6     | Vereinigte Staaten  |
| 7     | Volksrepublik China |
| 8     | Finnland            |
| 9     | Tschechien          |
| 10    | Dänemark            |

|}

## Frauen

### Teilnehmerinnen
| Land               | Fourth            | Third           | Second             | Lead              | Alternate            |
| ------------------ | ----------------- | --------------- | ------------------ | ----------------- | -------------------- |
| Frankreich         | Anna Li           | Clémence Gainet | Salomé Bourny      | Emma Ferrari      |                      |
| Japan              | Sayaka Yoshimura  | Rina Ida        | Risa Ujihara       | Mao Ishigaki      | Nanami Ohmiya        |
| Kanada             | Trish Paulsen     | Kari Kennedy    | Kari Paulsen       | natalie Yanko     | Dailene Sivertson    |
| Norwegen           | Kristine Davanger | Pia Trulsen     | Nora Hilding       | Julie Kjær Holnar | Marie Odnes          |
| Russland           | Anna Sidorowa     | Olga Zjablikova | Ekaterina Antonova | Galina Arsenkina  | Wiktorija Moissejewa |
| Schottland         | Eve Muirhead      | Anna Sloan      | Vicki Adams        | Rhiann Macleod    | Alice Spence         |
| Schweden           | Jonna McManus     | Sara McManus    | Anna Huhta         | Sofia Mabergs     | Rosalie Egli         |
| Schweiz            | Manuela Siegrist  | Briar Hürlimann | Claudia Hug        | Janine Wyss       | Alina Pätz           |
| Tschechien         | Anna Kubeskova    | Tereza Plíšková | Paula Proksikova   | Eliska Jalovcová  | Martina Strnadová    |
| Vereinigte Staaten | Becca Hamilton    | Tara Peterson   | Karlie Koenig      | Sophie Brorson    | Rebecca Funk         |

### Round Robin
| Datum | Zeit  | Begegnung                       | Resultat |
| ----- | ----- | ------------------------------- | -------- |
| 5.3.  | 14:00 | Tschechien – Japan              | 5:7      |
|       |       | Frankreich – Vereinigte Staaten | 2:12     |
|       |       | Kanada – Schweden               | 2:9      |
|       |       | Schottland – Norwegen           | 10:2     |
|       |       | Schweiz – Russland              | 3:7      |
| 6.3.  | 09:00 | Norwegen – Kanada               | 4:10     |
|       |       | Schweden – Japan                | 7:6      |
|       |       | Russland – Tschechien           | 9:6      |
|       |       | Vereinigte Staaten – Schweiz    | 10:8     |
|       |       | Frankreich – Schottland         | 0:12     |
|       | 19:00 | Vereinigte Staaten – Russland   | 2:5      |
|       |       | Schweiz – Schottland            | 4:10     |
|       |       | Frankreich – Norwegen           | 2:11     |
|       |       | Kanada – Japan                  | 6:7      |
|       |       | Tschechien – Schweden           | 7:8      |
| 7.3.  | 14:00 | Schweiz – Frankreich            | 11:1     |
|       |       | Tschechien – Kanada             | 6:4      |
|       |       | Vereinigte Staaten – Schottland | 3:8      |
|       |       | Schweden – Russland             | 4:9      |
|       |       | Japan – Norwegen                | 7:8      |
| 8.3.  | 09:00 | Schottland – Tschechien         | 6:4      |
|       |       | Norwegen – Schweiz              | 10:4     |
|       |       | Japan – Russland                | 1:10     |
|       |       | Frankreich – Kanada             | 4:15     |
|       |       | Schweden – Vereinigte Staaten   | 2:8      |

| Datum | Zeit  | Begegnung                       | Resultat |
| ----- | ----- | ------------------------------- | -------- |
| 8.3.  | 19:00 | Russland – Norwegen             | 9:3      |
|       |       | Schottland – Schweden           | 6:7      |
|       |       | Tschechien – Frankreich         | 11:3     |
|       |       | Japan – Vereinigte Staaten      | 7:6      |
|       |       | Kanada – Schweiz                | 3:10     |
| 9.3.  | 14:00 | Frankreich – Schweden           | 2:11     |
|       |       | Kanada – Russland               | 6:3      |
|       |       | Norwegen – Vereinigte Staaten   | 1:7      |
|       |       | Schweiz – Tschechien            | 6:3      |
|       |       | Schottland – Japan              | 10:2     |
| 10.3. | 08:00 | Kanada – Vereinigte Staaten     | 8:2      |
|       |       | Japan – Frankreich              | 9:10     |
|       |       | Schweden – Schweiz              | 4:6      |
|       |       | Russland – Schottland           | 4:7      |
|       |       | Norwegen – Tschechien           | 5:7      |
| 10.3. | 17:00 | Japan – Schweiz                 | 4:9      |
|       |       | Vereinigte Staaten – Tschechien | 7:6      |
|       |       | Schottland – Kanada             | 4:6      |
|       |       | Norwegen – Schweden             | 8:4      |
|       |       | Russland – Frankreich           | 8:1      |

| Platz | Team               | Spiele | Siege | Ndlg. |
| ----- | ------------------ | ------ | ----- | ----- |
| 1.    | Schottland         | 9      | 7     | 2     |
| 2.    | Russland           | 9      | 7     | 2     |
| 3.    | Schweden           | 9      | 5     | 4     |
| 4.    | Kanada             | 9      | 5     | 4     |
| 5.    | Vereinigte Staaten | 9      | 5     | 4     |
| 6.    | Schweiz            | 9      | 5     | 4     |
| 7.    | Norwegen           | 9      | 4     | 5     |
| 8.    | Japan              | 9      | 3     | 6     |
| 9.    | Tschechien         | 9      | 3     | 6     |
| 10.   | Frankreich         | 9      | 1     | 8     |

Im Tiebreaker um den 4. Platz siegte  Kanada über die  Vereinigte Staaten mit 9:3 und  Schweden über  Schweiz mit 7:4.

### Playoffs
|  | Page-Playoffs | Page-Playoffs | Page-Playoffs |        |   | Halbfinale | Halbfinale | Halbfinale |   |  | Finale | Finale     | Finale |
|  |               |               |               |        |   |            |            |            |   |  |        |            |        |
|  | 1             | Russland      | 6             |        |   |            |            |            |   |  | 1      | Schottland | 10     |
|  | 2             | Schottland    | 7             |        |   |            |            |            |   |  | 2      | Kanada     | 3      |
|  | 2             | Schottland    | 7             |        | 2 | Russland   | 8          |            |   |  | 2      | Kanada     | 3      |
|  |               |               |               |        |   |            | 8          |            |   |  |        |            |        |
|  |               |               | 3             | Kanada | 9 |            |            |            |   |  |        |            |        |
|  | 3             | Kanada        | 3             | Kanada | 9 | 9          | 3          | Russland   | 9 |  |        |            |        |
|  | 3             | Kanada        |               |        |   |            | 3          | Russland   | 9 |  |        |            |        |
|  | 4             | Schweden      | 6             |        |   |            |            |            |   |  | 4      | Schweden   | 3      |

### Endstand
| Platz | Land               |
| ----- | ------------------ |
| 1     | Schottland         |
| 2     | Kanada             |
| 3     | Russland           |
| 4     | Schweden           |
| 5     | Vereinigte Staaten |
| 6     | Schweiz            |
| 7     | Norwegen           |
| 8     | Japan              |
| 9     | Tschechien         |
| 10    | Frankreich         |